# Die Rache (Anatoli Kim)
Die Rache (russisch Месть Mest) ist eine Erzählung des russischen Schriftstellers Anatoli Kim, die 1974 im Heft 6 der Literaturzeitschrift Москва (Moskau) auf den Seiten 172–180 erschien.

## Inhalt
Der dicke Lehrer Jang, ein junger jähzorniger Trinker, zieht in einer Dorfschule im Norden Koreas im Unterricht die einzige Tochter des Bauern Tschä an den Haaren und schlägt ihr mit einer geschärften Sichel den Kopf ab.
Jang sei, so wurde geredet, nach der Untat auf einer Dschunke den Tumangang aufwärts in die Mandschurei geflüchtet. Nach elf Jahren vergeblicher Suche kehrt Tschä zurück und nimmt sich eine taubstumme Nebenfrau, die ihm den kräftigen Jungen Sungu gebiert. An Tschäs Sterbebett muss der neunjährige  Sungu dem Vater versprechen, erst nach vollbrachter Rache mit dem eigenen Leben zu beginnen. Fünfundzwanzig Jahre nach der  Missetat hat Jang, der Mörder des Schulmädchens, die Stirn, aus China zurückzukehren und sich im Nachbardorf – seinem Geburtsort – niederzulassen. Jangs Frau wird mit der Zeit von den Leuten aus der Umgebung als Heilkundige und Wahrsagerin geschätzt. Zehn Jahre vergehen. Sungu Tschä denkt zwar nicht an Blutrache, doch er heiratet auch nicht.
Obwohl ihm seine Frau prophezeit, er werde nicht durch Rache sterben, kommt Jang nicht zur Ruhe und zieht nach Sachalin. Sungu folgt ihm mit seiner Mutter. Beide landen aber auf den Kurilen. Später arbeitet Sungu in einem Sachaliner Sägewerk.
Die Zeit vergeht. Nach weiteren zehn Jahren, fast ein halbes Jahrhundert nach dem Mord, lebt Jang mit seiner Frau in der Bergarbeiterstädtchen Naichoro-Tansan. Als Sungu mit der Mutter dem Mörder folgt, wundert er sich: „Wegen diesen Schurken bin ich auf die Welt gekommen... und vielleicht kommt es daher, daß er für mich so etwas wie ein zweiter Vater ist.“
Der Kindesmörder stirbt den Tod eines Trinkers. Als Jang wieder einmal seinen Rausch neben einem Pferdestall ausschläft, liegt sein Hinterkopf im sachalinschen Sommer zur sehr in der Sonne.
Sungu ereilt die tödliche Krankheit seines Vaters. Jangs Frau, die halbblinde „Heilkünstlerin“, kann ihn in ihrer „lauteren Güte“ heilen, kommt aber hinterher bei einem Verkehrsunfall ums Leben. Sie hatte einst prophezeit, Eisen werde sie umbringen. Die Weissagung erfüllt sich. Die Halbblinde läuft auf der Straße gegen ein Stahlseil und wird halb geköpft – ähnlich wie Sungus unglückliche Schwester. Sungu ist untröstlich. Hat sich seine Rache doch noch vollzogen. Der Mord wurde nach Sungus Erkenntnis nicht durch einen weiteren Mord gesühnt, sondern durch ebenjene lautere Güte der von Sungu so geschätzten alten Wahrsagerin.
Nach Schilderung so vielen Elends stellt Anatoli Kim doch noch ein Happy End in Aussicht. Sungu hatte auf der Arbeit die Küchenfrau Elsa, eine Rumänin aus Gomel, kennen und lieben gelernt. Elsa hatte so gerne ein Kind von ihm gewollt. Eingedenk des Schwurs am Totenbett des Vaters hatte sich der Mann den Kindeswunsch versagt und war vor der im Bett lieblich duftenden Elsa geflohen. Nun erinnert sich Sungu eines Brauches. Der Freier will seiner nicht mehr ganz jungen, aber auch noch nicht alten Braut Elsa eine Hochzeitsgans bringen.

## Form
Die Story läuft – wie gesagt – über ein halbes Jahrhundert. Sie beginnt zu Anfang des 20. Jahrhunderts und gegen Ende der Geschichte ziehen sich die Japaner nach dem verlorenen Kriege auf ihre Inseln zurück.
Die Sprache zur adäquaten Behandlung des archaischen Themas ist dem Leben abgelauscht. Als zum Beispiel Sungu bereits zweiunddreißig Jahre alt ist und er seine Schwester immer noch nicht gerächt hat, trifft ihn aus dem trüben Sachaliner Himmel „ein lautloser Schuß aus der Sonnenkanaone“. Er muss die Augen schließen und der verstorbene Vater erscheint. Der unwürdige Sungu beeilt sich, den Vater für die noch nicht vollbrachte Rache um Verzeihung zu bitten. Damit das Vaterbild während der Entschuldigung nicht verblasst, behält Sungu die Augen geschlossen.
Sungu ist zwar nicht der Erzähler, doch „als Dichter auf diese Welt gekommen“.

## Verfilmung
Der Autor schrieb 1989 das Szenarium für den gleichnamigen Film.

## Rezeption
- Bodo Zelinsky[5] bespricht den Text kurz.

## Deutschsprachige Ausgaben
- Anatoli Kim: Die Rache, S. 24–41 in: Weiße Trauer. Erzählungen. Herausgegeben von Peter Rollberg. Deutsch von Erich Ahrndt (enthält noch Der Georgier Surab. Landstreicher auf Sachalin. Die Meeresbraut. Das Gericht des Sohnes. Die Holzfäller. Hohes Gras. Der Zwölfte. Die Jägerin. Die vergessene Bahnstation. Jeden Tag am Daschaberg vorbei. Ein Doppelstern. Die Diagnose. Bruder und Schwester. Seid sanftmütig wie die Kinder. Tsunami. Ein Blitz in der Stadt). Reclam (RUB 1310), Leipzig 1989. 278 Seiten, ISBN 3-379-00467-7
- Anatolij Kim: Die Rache, Übersetzer Alfred Frank, S. 138–156 in: Russische Erzählungen der Gegenwart. Herausgegeben von Bodo Zelinsky, Reclam, Stuttgart 1992, RUB 8829. ISBN 3-15-008829-1 (verwendete Ausgabe)